# علم دینی
علم دینی دانشی است که به موضوع‌های علوم تجربی می‌پردازد و در مطالعات خود به گونه‌ای از دین بهره می‌گیرد.
گرچه تعریف یکتا و پذیرفته شده‌ای از مفهوم علم دینی در نوشتارهای مرتبط وجود ندارد، همگی این تعریف‌ها فصل مشترکی دارند: علم مبتنی بر الهیات، که منظور الهیات اسلامی است.
پایه ریزی علوم تجربی به ویژه علوم اجتماعی با تکیه بر متون دینی و به بیان دیگر به کارگیری آموزه‌های دینی در مراحل فرایند علم ورزی، از شناسایی پیش فرض‌ها، ابداع نظریه‌ها و استخراج فرضیه‌ها گرفته تا انجام پژوهش‌های تجربی و تأثیرگذاری بر فرایندهای سیاست گذاری و برنامه ریزی، اندیشه‌ای است که به رغم اهمیت و نقش سرنوشت ساز به ویژه در فضای کنونی جامعه اسلامی، هنوز چنان‌که باید و شاید با اقبال دانشمندان و پژوهشگران روبرو نشده است، زیرا مخالفت شدید مخالفان این اندیشه از یک سو و عدم توجه جدی با بررسی ابعاد گوناگون آن از سوی دیگر نوعی بدگمانی امکان تحقق این هدف را در فضای علمی ایجاد کرده است.

## تعابیر مختلف از علم دینی
- علومی که از تفسیر و تبیین کتاب و سنت به دست می‌آیند؛ مانند قرآن، تفسیر، حدیث، فقه، کلام.
- علومی که با هدف تبیین و تفسیر کتاب و سنت تدوین می‌شوند؛ مانند اصول فقه و علوم قرآنی، منطق، فلسفه.
- علومی که در فضای فرهنگ و تمدن جوامع اسلامی نضج یافته و رشد کرده‌اند؛ مانند طب، ریاضیات، و سایر علوم اسلامی.
- علومی که به عنوان معجزات علمی از قرآن استخراج می‌شوند و به تناسب محتوا می‌توانند فرضیه‌های علوم تجربی را شامل شوند.
- هرگونه علمی که برای جامعه اسلامی مفید و لازم باشد.
- دین نه تنها مشوق فراگیری علوم است بلکه خطوط کلی و قواعد عام علوم را نیز فراهم می‌کند و مبانی جامع بسیاری از علوم تجربی، صنعتی، نظامی، و مانند آن را تعلیم می‌دهد.
- مجموعه علوم تجربی است که از طریق گزاره‌ها، باورها و رفتار دینی شکل می‌پذیرد و در روش، اهداف، انگیزه علمی، تئوری سازی و جهت گیری علمی از آنها تأثیر می‌پذیرد.[۴]

## پیوندها
- علم
- دین
- علوم دینی
- knowledge
- Religious Science